# Myrsine sumatrana
Myrsine sumatrana är en viveväxtart som beskrevs av Friedrich Anton Wilhelm Miquel. Myrsine sumatrana ingår i släktet Myrsine och familjen viveväxter. Inga underarter finns listade i Catalogue of Life.